# ワイル群
数学、特にリー環の理論において、ルート系 Φ のワイル群（英: Weyl group）は、ルート系の等長変換群の部分群である。具体的には、ルートに直交する超平面に関する鏡映によって生成される部分群のことで、そのようなものとして有限鏡映群である。抽象的には、ワイル群は有限コクセター群であり、その重要な例である。
半単純リー群、半単純リー環、線型代数群、などのワイル群はその群あるいは環のルート系のワイル群である。
名前はヘルマン・ワイル (Hermann Weyl) にちなむ。

## ワイルの部屋
Φ のルートによって定義される超平面を除くことによって、ユークリッド空間は有限個の開集合に分かれ、それらはワイルの部屋 (Weyl chamber) と呼ばれる。これらはワイル群の作用によって置換され、この作用が単純推移的であることは定理である。とくに、ワイル chamber の個数はワイル群の位数に等しい。任意の非零ベクトル v はユークリッド空間を v に直交する超平面 v∧ を境界とする2つの半空間 v+ と v− に分ける。v があるワイル chamber に属するときには、どのルートも v∧ に入らないので、すべてのルートは v+ あるいは v− に入り、α が一方に入っていれば −α は他方に入る。したがって Φ+ := Φ∩v+ は Φ のルートたちのちょうど半分からなる。もちろん Φ+ は v に依るが、v が同じワイル chamber にいるときには変わらない。選択 Φ+ に関するルート系の底 (base) は Φ+ の単純ルート (simple root)、すなわち Φ+ の2つのルートの和として書けないようなルート、の全体の集合である。したがって、ワイル chamber、集合 Φ+、底は各1つが他を決定し、ワイル群はいずれにも単純推移的に作用する。以下の図はルート系 A2 の6つのワイル chambers、v の選択、（点線で示された）超平面 v∧、正ルート α, β, γ を示している。この場合の底は {α, γ} である。

## コクセター群構造
ワイル群は鏡映によって生成されるから有限鏡映群の例である；抽象的な群としてはしたがって有限コクセター群であり、コクセター・ディンキン図形によって分類することができる。
具体的には、コクセター群であることはワイル群が次のような特別な種類の表示を持つことを意味する。各生成元 xi が位数2で、xi2 以外の関係式は (xixj)mij の形である。生成元は単純ルートで与えられる鏡映であり、mij はルート i と j のなす角度が 90°, 120°, 135°, 150° であるのに応じて、すなわちディンキン図形においてそれらがつながっていない、一本線でつながっている、二重線でつながっている、三重線でつながっている、に応じて、2, 3, 4, 6 である。
ワイル群はこの表示によるブリュア順序と長さ関数をもつ。ワイル群の元の長さはこれらの標準的な生成元でその元を表す最短の word の長さである。コクセター群の最長元が一意的に存在し、ブリュア順序で単位元の反対である。

### 例
リー環 {\displaystyle {\mathfrak {sl}}_{n}} のワイル群は n 元上の対称群 Sn である。作用は以下のように実現できる。{\displaystyle {\mathfrak {h}}} をトレース 0 の対角行列全体からなるカルタン部分環とすると、Sn は {\displaystyle {\mathfrak {h}}} に置換行列による共役によって作用する。この作用は双対空間 {\displaystyle {\mathfrak {h}}^{\ast }} への作用を誘導し、これが求めるワイル群の作用である。

## 定義
ワイル群は、文脈（リー環、リー群、対称空間、など）に応じて、様々な方法で定義でき、特定の実現は選択――リー環ではカルタン部分環の、リー群では極大トーラスの選択――に依存する。リー群のワイル群と、対応するリー環のワイル群は、同型であり、実際極大トーラスの選択がカルタン部分環の選択を与える。
リー環に対して、ワイル群はルートの鏡映によって生成される鏡映群である。ルート系の特定の実現はカルタン部分環（極大可換）の選択に依っている。
ある条件を満たすリー群 G に対して、トーラス T < G（極大とは限らない）が与えられると、そのトーラスに関するワイル群は、トーラスの正規化群 N = N(T) = NG(T) の、トーラスの中心化群 Z = Z(T) = ZG(T) による商として定義される。
{\displaystyle W(T,G):=N(T)/Z(T).\ }
群 W は有限である――Z は N において指数有限である。T = T0 が極大トーラスである（したがってそれがそれ自身の中心化に等しい：{\displaystyle Z(T_{0})=T_{0}}）とき、得られる商 N/Z = N/T は G のワイル群 (the Weyl group of G) と呼ばれ、W(G) と書かれる。商集合は極大トーラスの取り方に依るが、極大トーラスは共役だから得られる群は全て（G の内部自己同型により）同型であることに注意。
G がコンパクトかつ連結ならば、G のワイル群はそのリー環のワイル群に同型である。
例えば、一般線型群 GL に対し、極大トーラスの1つは可逆対角行列全体のなす部分群 D であり、その正規化群は一般置換行列（置換行列の形をした行列だが '1' の代わりに任意の 0 でない数でよい）たちであり、ワイル群は対称群である。この場合商写像 N → N/T は（置換行列たちを経由して）分裂するので、正規化群 N はトーラスとワイル群の半直積であり、ワイル群は G の部分群として表せる。一般にはこのようになるわけではない、つまり、商は必ずしも分裂せず、正規化群 N は W と Z の半直積とは限らず、ワイル群は G の部分群として実現できるわけではない。

## ブリュア分解
B は G のボレル部分群、すなわち極大連結可解部分群とし、極大分裂トーラス T = T0 を B に入るようにとるとき、ブリュア分解
{\displaystyle G=\bigcup _{w\in W}BwB}
が得られる。これにより旗多様体 G/B のシューベルト胞体への分解が生じる（グラスマン多様体参照）。
この群のハッセ図の構造は、幾何学的には、この多様体（というかこの群の実型および複素型の）コホモロジー（それはポワンカレ双対性に制約される）に関係する。したがって、ワイル群の代数的性質は多様体の位相空間論的な性質に対応する。例えば。ポワンカレ双対により次元 k の胞体と次元 n − k の胞体の間に対応がつく（ここに n は多様体の次元）。最小（つまり零）次元胞体はワイル群の単位元に対応し、双対的に最大次元胞体は最長元に対応する。

## 代数群との類似
代数群とワイル群の間には数々の類似対応が存在する。例えば対称群の元の個数は階乗 n! であり、有限体上の一般線型群の元の個数は q-階乗 [n]q! になる。ゆえに対称群は、あたかもそれが「一元体」上の線型群であるかのように振る舞う。これが一元体の方法論であり、その文脈でワイル群は一元体上の単純代数群と考えることができる。

## コホモロジー
非可換連結コンパクトリー群 G に対して、それを定義するワイル群 W の極大トーラス T に係数を持つ一次の群コホモロジー は正規化群 N = NG(T) の外部自己同型群に
{\displaystyle \operatorname {Out} (N)\cong H^{1}(W;T)\rtimes \operatorname {Out} (G)}
なる関係を持つ。この G の外部自己同型群 Out(G) は本質的にディンキン図形の図式自己同型であり、その一方でこの群コホモロジーは Hämmerli, Matthey & Suter (2004) で計算されていて、有限基本 2-群 (Z/2Z)k になる（単純リー群に対しては、それは位数 1 または 2 または 4 である）。零次と二次の群コホモロジーもやはりこの正規化群と近しい関係を持つ。

### 注
1. ↑  異なる条件が十分である――最も単純には、G が連結あるいはコンパクト、あるいはアファイン代数群であればよい。定義は代数閉体上の半単純（あるいはより一般に簡約）リー群に対してはより単純であるが、相対ワイル群は分裂型リー群（英語版）に対して定義できる。
2. ↑  W は作り方から T に作用するから、コホモロジー群 H1(W; T) は「この作用に関する」意味でとれる

## 関連文献
- Bourbaki, Nicolas (2002), Lie Groups and Lie Algebras: Chapters 4-6, Elements of Mathematics, Springer, ISBN 978-3-540-42650-9, Zbl 0983.17001
- Björner, Anders; Brenti, Francesco (2005), Combinatorics of Coxeter Groups, Graduate Texts in Mathematics, 231, Springer, ISBN 978-3-540-27596-1, Zbl 1110.05001
- Coxeter, H. S. M. (1934), “Discrete groups generated by reflections”, Ann. of Math. 35 (3):  588–621, JSTOR 1968753
- Coxeter, H. S. M. (1935), “The complete enumeration of finite groups of the form {\displaystyle r_{i}^{2}=(r_{i}r_{j})^{k_{ij}}=1}”, J. London Math. Soc., 1 10 (1):  21–25, doi:10.1112/jlms/s1-10.37.21
- Davis, Michael W. (2007), The Geometry and Topology of Coxeter Groups, ISBN 978-0-691-13138-2, Zbl 1142.20020
- Grove, Larry C.; Benson, Clark T. (1985), Finite Reflection Groups, Graduate texts in mathematics, 99, Springer, ISBN 978-0-387-96082-1
- Hiller, Howard (1982), Geometry of Coxeter groups, Research Notes in Mathematics, 54, Pitman, ISBN 978-0-273-08517-1, Zbl 0483.57002
- Howlett, Robert B. (1988), “On the Schur Multipliers of Coxeter Groups”, J. London Math. Soc., 2 38 (2):  263–276, doi:10.1112/jlms/s2-38.2.263, Zbl 0627.20019
- Humphreys, James E. (1992) [1990], Reflection Groups and Coxeter Groups, Cambridge Studies in Advanced Mathematics, 29, Cambridge University Press, ISBN 978-0-521-43613-7, Zbl 0725.20028
- Ihara, S.; Yokonuma, Takeo (1965), “On the second cohomology groups (Schur-multipliers) of finite reflection groups”, Jour. Fac. Sci. Univ. Tokyo, Sect. 1 11:  155–171, Zbl 0136.28802
- Kane, Richard (2001), Reflection Groups and Invariant Theory, CMS Books in Mathematics, Springer, ISBN 978-0-387-98979-2, Zbl 0986.20038
- Vinberg, E. B. (1984), “Absence of crystallographic groups of reflections in Lobachevski spaces of large dimension”, Trudy Moskov. Mat. Obshch. 47
- Yokonuma, Takeo (1965), “On the second cohomology groups (Schur-multipliers) of infinite discrete reflection groups”, Jour. Fac. Sci. Univ. Tokyo, Sect. 1 11:  173–186, Zbl 0136.28803